# Euric Bobb
Euric Bobb (Euric Allan Bobb; * 31. Oktober 1943 in Forest Reserve, Trinidad) ist ein ehemaliger Sprinter aus Trinidad und Tobago, der sich auf den 400-Meter-Lauf spezialisiert hatte.
Bei den Olympischen Spielen 1968 in Mexiko-Stadt wurde er Sechster in der 4-mal-400-Meter-Staffel.